# Paul Villon
Paul Vincent Villon (Roybon, Isère, 20 de julho de 1841 – Nice, Alpes-Maritimes, 10 de outubro de 1905) foi um paisagista francês. Era o segundo dos oito filhos de André Villon e Constance Meunier. Casou-se com Rose Pauline Combacan, mas não tiveram filhos. Era tio-avô do ator brasileiro André Villon.

## Trabalho
Paul Vincent Villon foi um dos principais jardineiros paisagistas e rocailleurs a atuar no Brasil entre a década de 1870 e 1905. Villon mudou-se da França para  o  Brasil  aos  24  anos,  conforme  consta  em  seu  registro  de  casamento. Trabalhou ao lado de Auguste Glaziou nas reformas dos jardins e parques do Rio de Janeiro, até ser reconhecido e se firmar individualmente como paisagista de renome. Antes de vir para o Brasil, teria trabalhado quatro anos no estabelecimento de Meunier e Rocher Frères, em Grenoble, que desenvolvia de forma inovadora a horticultura e a arboricultura.
Um dos primeiros registros das atividades de Paul Villon no Brasil é uma autodenominação como rocailleur. Anúncios publicados em periódicos do Rio de Janeiro revelaram que Paul Villon, junto com seu cunhado Augustin Mallemont e Emilio Wittig, fazia cascatas à imitação de Roland (de Marselha) e Rocheford (da Bélgica). Paul Villon era o rocailleur e paisagista responsável pelas obras. Ainda na década de 1870, uma correspondência entre Elisa Kleniewski e seu irmão Piotr Gaston Kleniewski informa que Paul Villon era chef-rocailleur na Quinta Imperial de São Cristóvão.
O anúncio e a atuação de Paul Villon como rocailleur, ofício que executou durante toda a vida profissional no Brasil, mesmo que, posteriormente à década de 1870, tenha assumido qualificações mais elevadas nos projetos para jardins e parques, relacionam-no ao tempo da ascensão desse ofício na França. Não foi por acaso, portanto, que Villon se deslocou de Marselha à Bélgica para conhecer as obras mencionadas, que inspirariam sua atividade como rocailleur.
É provável que essa especialização técnica no ofício de rocailleur tenha sido o diferencial de Paul Villon em relação aos outros jardineiros e horticultores estrangeiros que viviam no Brasil e o cartão de visitas para o trabalho ao lado de Auguste Glaziou no Campo de Santana e na Quinta da Boa Vista. A construção do jardim do Campo de Santana ocorreu entre 1873 e 1880. Nesse grande parque público urbano, Glaziou introduziu peças de ferro provenientes da fundição Val D’Osne, de Haute-Marne, além do cenário criado com pedras artificiais com imitação de falésias, grutas, quedas d’água, um conjunto rochoso, guardas de pontes com imitação de troncos de árvores, pequenas construções e ruínas, além de lagos, caminhos de linhas circulares e importante conjunto arbóreo cultivado no viveiro da Quinta da Boa Vista.
Como chef rocailleur, Paul Villon ficou encarregado da execução das obras em cimento armado do Campo de Santana. Aquele era um trabalho técnico muito específico em hidráulica e engenharia civil para fazer funcionar uma cascata artificial num rochedo também artificial com material durável em meio  ao  movimento  de  águas.  Decerto,  Glaziou  não  possuía conhecimentos específicos para executar as construções de cascatas artificiais e conjuntos rochosos à maneira das rocailles francesas, como as existentes em Paris, em Marselha e em outras cidades ao redor da capital francesa, feitas num período  próximo.  É  compreensível  que  tenha  contratado  profissionais especializados, como o caso de Paul Villon. O desenho e a disposição das rocailles no Campo de Santana, todavia, são de Glaziou.

### Campo de Santana
Em matéria publicada pelo jornal O Apóstolo, de 29 de junho de 1879, há a descrição com pormenores das obras de Paul Villon no Campo de Santana. Essa  descrição  oferece  um  panorama  da  grandiosidade  dos  trabalhos  em rocaille feitos na ocasião: "(...) as pontes rústicas, feitas de cimento e imitando troncos de árvores, são desenhadas com muita observação do natural e basta que a ação do tempo passe por elas mais alguns meses para que a ilusão seja completa, para que todos vejam no trabalho artificial troncos de árvores verdadeiras. (...). A grande cascata que só daqui a alguns anos se poderá ver em todo o seu resplendor é uma imponente massa de rochedos disposta com muita arte e que representa bem a majestade agreste da natureza do Brasil. Dentro de uma grande gruta onde se acham imitados com suma perfeição diversos grupos de estalactites e estalagmites, de onde, mais tarde, deve pingar água, dando assim à caverna o aspecto de obra da natureza. Desta grande gruta sobe-se, por diferentes caminhos, para a parte superior da cascata, deparando-se, na subida, com os mais caprichosos recessos, (...) o ingresso e saída da gruta efetua-se por cima dos troncos artificiais ou por sobre grandes pedras que de longe nem sequer indicam que é um caminho preparado para esse fim. Em todo o jardim se encontram grupos de pedras e de troncos e não há um desses grupos, segundo nos informam, que não tenha sido previamente copiado da natureza em diferentes pontos da nossa bahia ou nas proximidades da capital. O plano geral do jardim do campo da Acclamação é, como todos sabem, do Sr. Glaziou; os trabalhos de arte, como pontes, grupos de troncos e de pedras e a grande cascata, do Sr. Paulo Villon, e o ajardinamento, do Sr. Garnier e outros de que ignoramos os nomes. Este jardim, logo que seja terminado, ficará uma obra monumental no seu gênero e que honrará não só a capital do Brasil como os governos e artistas que para a sua realização concorreram".
O material das pontes construídas à época foi composto de ferro, pedra, argila, areia, saibro e óleo de baleia. Paul Villon e Glaziou teriam empregado, ainda, “matacões de granito” e cimento. Em correspondência à Diretoria da Secretaria de Estado e Negócios do Império, Glaziou escreveu, à época da feitura do Campo de Santana, que as construções rústicas deviam ser feitas de cimento, tijolo e ferro. Noutra correspondência, informava que não seria necessária a aquisição de grande quantidade de cimento, pois este deveria ser utilizado fresco para não perder sua faculdade de cristalização e que o material não poderia ser falso ou avariado pela umidade. Por esses motivos, devia-se comprar pequenas quantidades por vez.
Os  periódicos  relataram  com  entusiasmo  a  inauguração  e  as  obras constantes no Campo de Santana. Era um jardim realmente notável. A Revista Illustrada,  inclusive,  no  seu  número  223,  de  1880,  trouxe  uma  litografia  em tamanho  ampliado,  mostrando  em  destaque  apenas  os  trabalhos  em rocaille.

## Paisagismo
Para além das atividades como rocailleur, Paul Villon foi se transformando, na prática, em arquiteto paisagista, manifestando a sua versatilidade e a variedade de atividades às quais se dedicou em torno da criação de parques e jardins. O relato mais extenso que possui traços da biografia de Paul Villon é um artigo publicado no jornal Minas Geraes, de 23 de outubro de 1897, que tratou da construção do Parque Municipal de Belo Horizonte. Esse artigo foi utilizado como fonte para autores do século XX que fizeram referências a Paul Villon. No entanto, imprecisões quanto às informações ali constantes puderam ser verificadas. Em linhas gerais, porém, é possível traçar o percurso profissional de Villon, que, de chef rocailleur, tornou-se um paisagista, a partir daquele relato. O artigo refere-se a ele como o executor dos trabalhos do Parque da Aclamação e Quinta da Boa Vista. Havia restaurado, ainda, o parque do Palácio do Catete e construído os jardins da fazenda do Gavião, pertencente ao conde de Nova Friburgo.37 Todas essas obras foram executadas no estado do Rio de Janeiro.
Em 1896, a edificação e os jardins do Palácio do Catete, no Rio de Janeiro, foram restaurados para sediar a Presidência da República. Paul Villon foi contratado para realizar o tratamento paisagístico no parque do palácio e construiu um mirante em forma de rochedo encimando uma gruta e cascata. Um pequeno lago circunda o conjunto em rocaille. O jornal O Paiz, de 30 de maio de 1896, noticiou a reforma do parque do Palácio do Catete: “A restauração do Parque está confiada ao architecto paizagista Paul Villon, autor e executor do grande parque em construção na nova capital de Minas”. O engenheiro Aarão Reis esteve à frente da restauração do Palácio do Catete, em 1896, e teria conhecido Paul Villon a partir do projeto para o Parque Municipal de Belo Horizonte, cujas obras ocorriam na mesma ocasião.
Na cidade de São Paulo, Paul Villon dedicou-se a um empreendimento maior, de cunho privado. Em 1892, construiu um parque e restaurante na avenida Paulista, que foi nomeado Parque Villon. Trata-se do atual Parque Trianon – Tenente Siqueira Campos, projetado e administrado por Paul Villon. Em 1897, o parque era referenciado como Parque Paulista e não mais Parque Villon e, em 1907, a Câmara de São Paulo solicitava orçamentos para a aquisição dos terrenos, a fim de transformar o parque privado em parque público. O parque se manteve como propriedade particular até 1910, quando o prefeito Barão de Duprat adquiriu os terrenos do parque e do belvedere. A partir de projeto de Ramos de Azevedo, a nova configuração do parque foi inaugurada em 1916.Em rocaille, há relato da existência de caramanchões rústicos no parque, à época de Villon. Em imagens do início do século XX, visualiza-se que existiam ali também bancos de cimento armado fingindo madeira, além de um chafariz ainda hoje existente, que forma um pequeno lago circular no seu entorno. O lago possui as bordas em rocaille imitando pedras. No projeto do parque constava que deveria haver “ribeiros, kiosques, conchas, rochedos e cascatas, pavilhão de música, ponte rústica, em uma palavra, todos os recursos da arte moderna”, ou seja, uma profusão de obras em rocaille à maneira da época, não concretizadas.
O sucesso dos trabalhos de Paul Villon no Rio de Janeiro, ao lado de Glaziou, e no projeto do parque e restaurante da avenida Paulista, em São Paulo, certamente contribuiu para o convite de criação de um grande parque público urbano na nova capital de Minas Gerais. Em novembro de 1894, Paul Villon apresentou a Aarão Reis, um dos responsáveis pela construção da capital de Minas, a planta para um grande parque urbano. Naquele mesmo ano, Villon tinha iniciado a criação de dois viveiros em Belo Horizonte, um para a floricultura e outro para o plantio de árvores indígenas e exóticas para atender à arborização do parque e das ruas, praças e avenidas da nova capital de Minas Gerais.
Os viveiros localizavam-se no sítio Bolina de Baixo, e Villon era auxiliado por Alexis Morim. Ao longo da vida, Villon ia acumulando as profissões de rocailleur, horticultor, idealizador e gestor de parques e jardins. O parque público foi inaugurado ainda inacabado, em setembro de 1897. Inspirado no padrão paysager francês, tanto na forma quanto nos equipamentos, o projeto grandioso de Paul Villon foi executado apenas em parte, da mesma maneira como havia acontecido com o parque paulista. Projetado para ser um jardim público monumental na nova capital de Minas, estavam previstos a construção de um cassino, de onde sairia uma cascata de seis metros de altura, e de um teatro, um restaurante, velódromo e observatório meteorológico, além de pavilhões e outras obras em rocaille, não concretizadas.

## Reconhecimento
Em Belo Horizonte, Villon foi responsável, também, pelos jardins do Palácio Presidencial ou Palácio da Liberdade. O ajardinamento ocorreu em dezembro de 1898 e o contrato que previa a execução das obras d’arte daquele jardim foi assinado em julho de 1899. Nos jardins privados do Palácio da Liberdade, Villon construiu, em rocaille, uma gruta artificial encimada por um coreto, com um pequeno lago envolvendo todo o conjunto escultórico.
Outro projeto importante é atribuído a Paul Villon em Belo Horizonte. Entre 1903 e 1904, o prefeito Francisco Bressane contratou um projeto para o ajardinamento da praça da Liberdade com Antônio Nunes de Almeida. De acordo com Júnia Caldeira, Antônio de Almeida teria tido auxílio de Paul Villon para a execução do Projeto paisagístico. Na praça existiam árvores de grande porte, um coreto, duas pontes com guardas com imitação de troncos, pequenos lagos, uma cascata, caminhos orgânicos e uma cópia do Pico do Itacolomi de Ouro Preto, que era uma grande rocha artificial em cimento armado em meio a um lago, que se ligava a outro por uma ponte em rocaille. As rocailles estavam distribuídas em duas pequenas ilhas interligadas por duas pontes. Numa das ilhas instalou-se a cópia do Itacolomi, e na outra, duas estátuas femininas sobre um conjunto rochoso.
Em 1899, Paul Villon exonerou-se do cargo de administrador do Parque Municipal de Belo Horizonte para assumir o de jardineiro-chefe da Inspetoria de Matas Marítimas e Terrestres de Caça e Pesca, no Rio de Janeiro. Essa função era exercida pelo seu cunhado, Augustin Mallemont, desde 1893, e Paul Villon a exerceu até o seu falecimento, em 1905. Nessa função, durante o governo de Pereira Passos e sob a inspeção de Júlio Furtado, remodelou e ajardinou diversas praças do Rio de Janeiro. Entre elas, destacam-se a praça XV de Novembro, o antigo largo do Rocio (atual praça Tiradentes), os jardins da Glória, o projeto para a enseada de Botafogo, os jardins da Tijuca, entre outros.
Nesses jardins do início do século XX, o conceito de paisagismo é distinto se comparado aos jardins paysagers referendados até aqui. Os jardins, praças e parques públicos perdem os seus gradeamentos, e flores são plantadas junto à vegetação arbórea. “No seu tempo [Glaziou], porém, estava arraigada a convicção de que no Rio de Janeiro os jardins só deviam ter árvores e gramados e ficar fechados a sete chaves.”51 Sob a direção de Julio Furtado e dos trabalhos de Paul Villon, os jardins cariocas receberam nova feição. A retirada das grades ao redor dos jardins públicos foi ressaltada em diversos artigos que trataram desses embelezamentos. Além dessas questões pontuais, principia-se a prezar pelos espaços arejados e abertos, em vez dos bosques de árvores frondosas. A ornamentação dos canteiros do jardim do Rossio, por exemplo, remodelado por Villon em 1904, obedeceu ao “sistema de mosaico usado modernamente nos jardins públicos da França, Alemanha e Inglaterra”.
A marca de Paul Villon, com execução de obras em rocaille para seus jardins, aparece no jardim da Boa Vista, no Alto da Tijuca. Ali foi construído um “pavilhão rústico sobre um rochedo, tendo em volta um gramado de flores”. Nos jardins da Glória, Paul Villon seguiria o estilo misto ou “composito moderno, uma reprodução do criado pelo grande Le Notre”. Sobre esse jardim, o jornal A Notícia fez uma longa reportagem anunciando que haveria platibandas de flores em numerosos desenhos art nouveau cortando os gramados. Uma parte do jardim campestre seria composto de rochedos, ruínas e troncos artificiais, com três lagos. “O jardim será orlado de uma calçada de cimento em mosaicos do estilo fougère e a linha externa dos gramados terá uma fila de oitis”. No mesmo estilo, o arquiteto paisagista Luis Rei, ao substituir Paul Villon em seu cargo, concebeu todo o jardim do Valongo com elementos decorativos em rocaille, em 1906. Mais uma vez, Paris seria o parâmetro para a capital da República naqueles anos de Pereira Passos, sob novos conceitos e modelos distintos dos squares do século XIX.Com a saúde abalada, em 1905 Paul Villon viajou à França, de licença médica, para se restabelecer. Todavia, faleceu quatro meses depois, em Nice, na manhã de 9 de outubro de 1905.
Quando da sua partida para a França, o jornal carioca L’Étoile du Sud publicou nota pontuando os trabalhos de Paul Villon no Brasil, muitos deles sob a direção de Glaziou, indicando como de rocailleur ele se transformara em um paisagista. Sua longa carreira profissional e consagração como paisagista indicam que o exercício técnico de rocailleur, a partir do Campo de Santana, gerou tanto impacto que permitiu a Villon progredir radicalmente em sua carreira, levando mesmo a uma migração de status de técnico para a de um artista da paisagem, como fora Glaziou. Sua atuação em pelo menos três estados – Rio de Janeiro, São Paulo e Minas Gerais – auxiliou na difusão tanto do gosto pela imitação da natureza em cimento quanto possivelmente de suas técnicas.A presença de cascateiros, denominação popular pela qual os rocailleurs eram chamados no Brasil, em diversas cidades, indica que o alcance das obras de Villon realmente se generalizou, abrindo um campo profissional para a ação de muitos outros técnicos dos quais ainda pouco se sabe. A profissionalização e a especialidade de Villon careciam de reconhecimento e chancela oficial, motivo pelo qual reconstituir suas trajetórias é sobretudo lançar mão de uma documentação dispersa pelos jornais ou pelos próprios vestígios materiais de sua atividade. Nesse sentido, reconstituir o itinerário profissional do cascateiro português Francisco da Silva Reis é, de igual modo, exemplar.

## Obra
Radicado no Brasil por vários anos, desenvolveu projetos para parques e jardins públicos em cidades brasileiras. Segundo a historiadora Heliana Salgueiro. trabalhou com com Auguste François Marie Glaziou no Campo da Aclamação (Campo de Santana ou Praça da República) e nos jardins da Quinta da Boa Vista. Trabalhou também com Aarão Reis, quando da construção de Belo Horizonte. Compôs ainda a equipe de auxiliares do prefeito da cidade do Rio de Janeiro Pereira Passos.

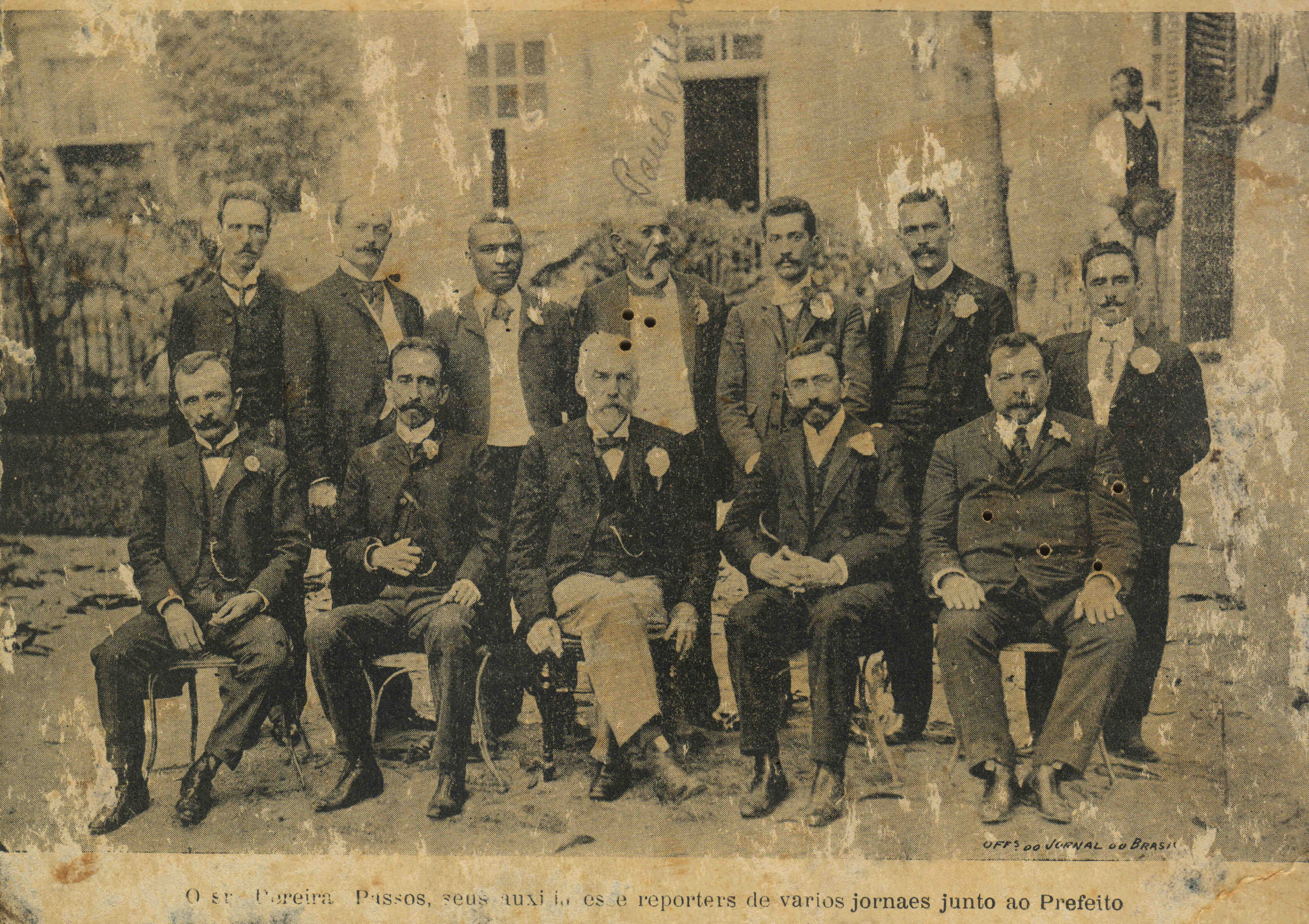
Pereira Passos, seus auxiliares e repórteres de vários jornais. Paul Villon, então auxiliar do prefeito, está de pé, atrás de Pereira Passos.

Entre seus principais trabalhos destacam-se:
- Jardim do Palácio da Liberdade, em Belo Horizonte[1]
- Parque Trianon[3]